# Reed Elsevier
|  | Flytteforslag Denne side er foreslået flyttet til RELX. Klik her for at se flytteforslaget. |

Reed Elsevier er et britisk-hollandsk multinationalt forlag med speciale i naturvidenskaben, medicinske, juridiske, risiko og forretningssektorer. Selskabet er noteret på flere af verdens store børser. Hovedkvarteret ligger i Amsterdam og London.